# Derick Baegert
Pour les articles homonymes, voir Baegert.
Derick Baegert, né vers 1440 à Wesel et mort vers 1515 dans cette même ville, est un peintre allemand du gothique tardif. Au milieu d'influences diverses (flamande, westphalienne, rhénane), il développe un style personnel d'une qualité remarquable, notamment grâce à un traitement particulièrement soigné des détails.

## Œuvres

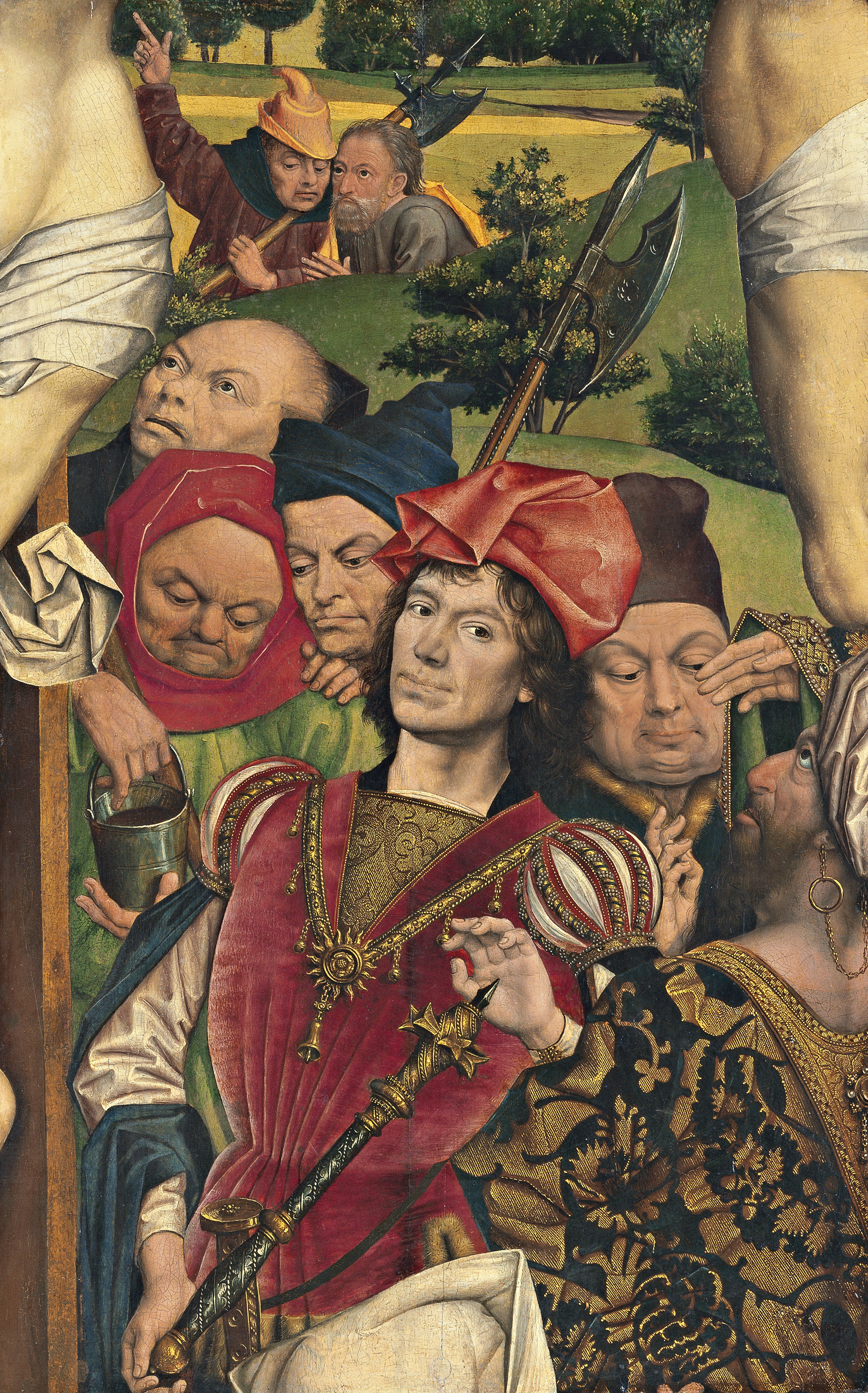
Détail du retable de la Crucifixion (Madrid, Collection Thyssen-Bornemisza) : le centurion au pied de la Croix.

Vers 1475, répondant à une commande du duc de Clèves, Jean Ier, Baegert peint le retable du maître-autel de l'église du monastère dominicain de Dortmund (aujourd'hui église paroissiale Saint-Jean-Baptiste (de)), qui est toujours en place aujourd'hui. Il intègre notamment un autoportrait de l'artiste, le premier connu dans la peinture de l'Europe du Nord-Ouest[réf. nécessaire].
En 1477-1478, il réalise également le retable de la Mathenakirche (de) de Wesel, détruite pendant la Seconde Guerre mondiale ; des fragments sont conservés au musée Thyssen-Bornemisza de Madrid. Baegert a peint d'autres retables, dont celui de la Crucifixion, destiné à l'église Saint-Laurent de Cologne, et aujourd'hui exposé à l'Alte Pinakothek de Munich.